# Jacques Bedel
Jacques Bedel (Buenos Aires, 7 de agosto de 1947) es un escultor, pintor, diseñador y arquitecto argentino.

## Biografía
Es egresado de la Facultad de Arquitectura y Urbanismo de la Universidad de Buenos Aires.
En 1968 obtuvo una beca del Gobierno de Francia para realizar investigaciones en el área de las artes plásticas en ese país.
En 1972, fue invitado a formar parte del Grupo CAYC fundado por Jorge Glusberg, junto a artistas de renombre como Víctor Grippo, Clorindo Testa y Luis Fernando Benedit, Leopoldo Maler, Vicente Marotta, Luis Pazos y Alfredo Portillos, entre otros.
En 1974, el British Council le otorga una beca para realizar estudios de Escultura en Londres y en 1980 obtiene el Premio Fulbright para llevar a cabo investigaciones en el National Astronomy and Ionosphere Center de la Cornell University y la NASA en Washington, Estados Unidos. Ese mismo año se inaugura el Centro Cultural Ciudad de Buenos Aires, proyecto de Jacques Bedel, Clorindo Testa y Luis Fernando Benedit.
Ha participado en 14 bienales Internacionales de Arte, entre las cuales la Bienal de Venecia en 1986 y 1999, y participó en más de 450 exposiciones en la Argentina y en el extranjero. Entre las últimas se destacan las individuales «Le mille e una notte» / «Las mil y una noches» (Roma, 2005) «Ficciones» (Buenos Aires, 2005) en la sala Cronopios del Centro Cultural Recoleta, gran muestra antológica que se acompaña de una monografía sobre su obra artística (Jacques Bedel, Buenos Aires, A. Raymond, 2005), «Political Crimes» (Londres, 2008) y luego «Aproximaciones» en el Museo Nacional de Bellas Artes (Buenos Aires, 2008-2009), coincidiendo con esta última, la publicación de Jacques Bedel Aproximaciones (Buenos Aires, A. Raymond, 2008).
Paralelamente a su trayectoria artística, Bedel se desempeña como arquitecto realizando mayormente viviendas unifamiliares y cascos de estancia en Argentina, Uruguay y Chile. En diciembre de 2010, para festejar los 30 años del Centro Cultural Recoleta, se realiza la exposición Testa+Bedel+Benedit con obras de los tres arquitectos artistas que le dieron origen.
Obtuvo el reconocimiento de 45 premios nacionales e internacionales, entre los cuales la Medalla de Oro en la Exposición de las Naciones Unidas en 1975, el Gran Premio de la Bienal de San Pablo en 1977 junto al Grupo CAYC, el Gran Premio de Honor en la I Bienal Internacional de Montevideo en 1980, la Medalla de Oro en la II Bienal Internacional de Arquitectura de Buenos Aires en 1987, el Premio Leonardo al Mejor Artista del Año 1996, el Gran Premio Latinoamericano en la VII Bienal Internacional de Arquitectura de Buenos Aires en 1998 y el Gran Premio en el III Premio Iberoamericano de Pintura de la Fundación Aerolíneas Argentinas.
Entre las numerosas referencias bibliográficas a su obra, se destaca las publicaciones monográficas Jacques Bedel. Aproximaciones, con textos de Ana María Battistozzi y otros (Buenos Aires: Antoine Raymond Editor, 2008) y Jacques Bedel. Ficciones, con texto de Corinne Sacca-Abadi y otros (Buenos Aires: Ediciones Larivière, 2008). Asimismo, se pueden consultar “Grupo de los Trece. Jacques Bedel”, en Historia del Arte Argentino, por Jorge López Anaya (Buenos Aires: Emecé,1998), “Jacques Bedel”, en Art of the America: the Argentine Project. Alisa Tager (Nueva York: Baker, 1992) y  “Jacques Bedel”, en Del Pop-Art a la Nueva Imagen. Jorge Glusberg (Buenos Aires: Gaglianone, 1985).
Sus obras se encuentran en colecciones privadas y museos en Argentina y en el extranjero.
Vive y trabaja en Buenos Aires, Argentina.

## Obras

### Escultura

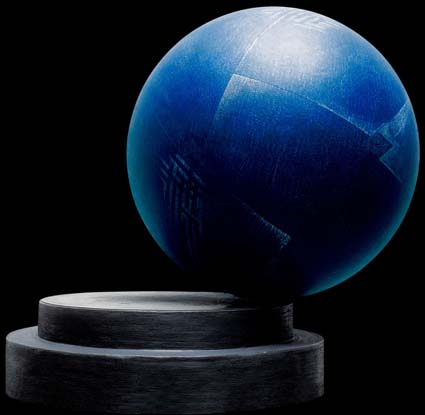
Res Vitae (1995).

En 1967 inaugura su primera exposición Cromosombras donde expone obras cinéticas que proyectan sombras de diferentes colores. Al año siguiente, le seguirá la exposición «Opformas».
Luego, utilizando chapa de acero con microperforaciones, comienza a desarrollar sus trabajos sobre la desmaterialización con obras como «Objeto paradojal», «Antimateria».
En 1976 empieza su serie de libros escultóricos que contienen objetos tridimensionales en su interior: paisajes, ruinas arqueológicas, restos y otros elementos desconcertantes, que permanecen ocultos mientras el libro está cerrado.
En 1980, como variante de los libros, expone su primer rollo de plomo en la Bienal Internacional de Arte de Montevideo.
En 1995 presenta la serie «Res Vitae», grandes esferas que pueden girar por medio de un contrapeso y mantenerse en equilibrio, con laberintos tallados en su superficie. A partir del 2004, desarrolla una nueva idea para los libros, esta vez realizados con hojas transparentes que permiten su rotación, inversión y traslación. La combinación de estos factores permite un número extraordinario de posibilidades de imagen. La primera de esta serie se titula «Radiografía de la Pampa».
En el 2012, su obra Natura Rerum recibe una mención por su participación en el Premio Arnet de escultura al aire libre en Rosario.

### Pintura
Los relieves de la serie «Las ciudades de Plata» son vistas aéreas de ciudades en ruinas cuyos reflejos metálicos pueden verse o no de acuerdo a la posición del espectador. Este simulacro de espejismo se refiere a las fabulosas construcciones de plata imaginadas por la codicia de los conquistadores de América. 
Continúa investigando sobre la incidencia de la luz en sus trabajos y realiza cuadros con imágenes que aparecen o desaparecen según la posición del observador. La paradoja consiste en que dos personas ven simultáneamente una imagen distinta en la misma obra. Comienzan las series «El eterno retorno», «Las ciudades invisibles» y «Aproximación a la nada». En 1999, donde presenta su serie de rollos «Apocalipsis» en la Bienal de Venecia.
En el 2005, expone en Roma Las mil y una noches y también Ficciones, gran muestra antológica en la sala Cronopios del Centro Cultural Recoleta. En el 2008 inaugura en Londres «Political Crimes» y en el Museo Nacional de Bellas Artes de Buenos Aires «Aproximaciones» su obra reciente en donde explora con nuevos materiales plásticos.

### Fotografía
En la actualidad, su trabajo se centra en la fotografía desarrollando nuevas técnicas donde retoma el uso de los plásticos para su impresión. Al ser iluminada, la imagen se proyecta y crea un efecto de tridimensionalidad. Expone estos trabajos en diferentes ferias especializadas en fotografía en particular AIPAD (Nueva York), Lima Photo (Lima), BA Photo (Buenos Aires), ArtBO (Bogotá) y Paris Photo (París).
En el 2010 el MACLA (Museo de Arte Contemporáneo Latino Americano) se muestra una exposición individual con su trabajo fotográfico. «El elogio de la sombra» se exhibe en el Espacio de Arte Sasha D. Córdoba y luego en 2012 en la Galería del Paseo Punta del Este.
En el 2012 viaja a París para exponer «La ira de Dios».

### Arquitectura
Luego de haber ganado junto al Grupo de los Trece el Gran Premio de la Bienal de San Pablo, le encargan la refacción de un antiguo Hogar de Ancianos «Gobernador Viamonte» para la realización de un Centro Cultural que en principio albergaría varios museos. Para esta obra, Bedel invita a participar a los arquitectos Luis Fernando Benedit y Clorindo Testa que se unen al proyecto. La obra es inaugurada en 1980 y hoy el Centro Cultural Recoleta constituye uno de los íconos arquitectónicos de la ciudad de Buenos Aires.
En 1987, termina la obra de Malabrigo, su casa de campo en Almada,  inaugura la serie a la cual vendrán luego a sumarse La Calderona en Maipú, provincia de Buenos Aires, y El Reposo en Ceibas, provincia de Entre Ríos, serie con la que «Bedel revolucionó la concepción tradicional de los cascos de estancia argentinos».
En 1998 un jurado internacional integrado entre otros por Zaha Hadid, le otorga el Gran Premio Latinoamericano en VII Bienal Internacional de Arquitectura de Buenos Aires.

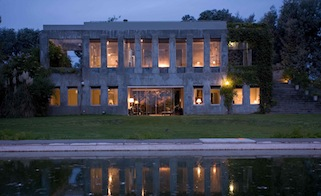
Gran Premio Latinoamericano de Arquitectura (1998).

## Premios
1968.  Medalla de Bronce. Premio Braque. Museo Nacional de Bellas Artes. Buenos Aires. Argentina.
1969.  Becado por el Gobierno Francés para realizar estudios en el área de las Investigaciones Visuales. París. Francia.
1971.  Tercer Premio de Escultura. La Energía en las Artes Visuales. Museo de Arte Moderno. Buenos Aires. Argentina.
1971.  Medalla de Plata. II Salón Nacional de Investigaciones Visuales. Salas Nacionales de Exposición.  Buenos Aires. Argentina.
1971.  Tercer Premio. II Salón Artistas con Acrílicopaolini. Museo de Arte Moderno. Buenos Aires. Argentina.
1972.  Mención Especial. Exposición Internacional de Agricultura y Ganadería. Sociedad Rural Argentina. Buenos Aires. Argentina.
1972.  Primer Premio. III Salón Artistas con Acrílicopaolini. Museo de Arte Moderno. Buenos Aires. Argentina.
1974.  Becado por el Gobierno Inglés para investigación con nuevos materiales para escultura. Londres. Gran Bretaña. 1975-1976.
1975.  Medalla de Oro. Exposición Internacional de las Naciones Unidas. Commited Figurative Art. Slovenj Gradec. Yugoslavia.
1977.  Gran Premio de Honor. Premio Itamaraty. XIV Bienal Internacional de Arte de San Pablo. San Pablo. Brasil.
1978.  Primer Premio de la Crítica de Arte. La joven generación. Centro de Arte y Comunicación. Buenos Aires. Argentina.
1979.  Mención Honorífica. Premio Perel de esculturas en acero. Museo de Arte Moderno. Buenos Aires. Argentina.
1980.  Mención Especial. Monumento al IV Centenario de la Segunda Fundación de la ciudad de Buenos Aires. Fundación Gillette. Buenos Aires. Argentina.
1980.  Primer Premio. Monumento al General Enrique Mosconi. Ministerio de Defensa. Buenos Aires. Argentina.
1980.  Premio Cámara Junior de Buenos Aires. Diez Jóvenes Sobresalientes 1980. Buenos Aires. Argentina.
1980.  Gran Premio de Honor. I Bienal Internacional de Arte. Museo Nacional de Artes Plásticas. Montevideo. Uruguay.
1981.  Primer Premio de Arquitectura. Centro de Estudios y Proyectación del Ambiente. Buenos Aires. Argentina.
1982.  Premio Fullbright. Investigación en el National Astronomy and Ionosphere Center, Cornell University y NASA, Washington. Estados Unidos.
1983.  Premio a la Mejor Exposición del Año. Centro de Arte y Comunicación. Grupo CAYC. Asociación Argentina de Críticos de Arte. Buenos Aires. Argentina.
1985.  Primer Premio. Concurso Internacional Instituto Latinoamericano para la Integración y el Desarrollo. Asociación Argentina de Críticos de Arte. Buenos Aires. Argentina.
1986.  Mención Honorífica. Premio a Jóvenes Escultores. Fundación Alfredo Fortabat y Amalia Lacroze de Fortabat. Buenos Aires. Argentina.
1986.  Medalla de Plata. Premio Argencard-Mastercard. Asociación Argentina de Críticos de Arte. Buenos Aires. Argentina.
1987.  Premio Juri. Primer Premio de Escultura. Centro Cultural Las Malvinas. Buenos Aires. Argentina.
1987.  Medalla de Oro. “Design & Interiors”. San Pablo. Brasil. II Bienal Internacional de Arquitectura de Buenos Aires. Argentina.
1988. Primer Premio. El Arquitecto de América. Federación Panamericana de Asociaciones de Arquitectos y Región III de la Unión Internacional de Arquitectos. Buenos Aires. Argentina.
1990.  Mención Honorífica. Premio Alto Palermo. Centro de Arte y Comunicación. Buenos Aires. Argentina.
1991. Mención Especial. Premio Hoechst. Galería de Arte Harrods. Buenos Aires. Argentina.
1992. Medalla de Plata. Premio Siemens. Museo Nacional de Bellas Artes. Buenos Aires. Argentina.
1992. Premio Konex. Centro Cultural San Martín. Buenos Aires. Argentina.
1993. Premio Trofeo Fondo Nacional de las Artes. Fondo Nacional de las Artes. Buenos Aires. Argentina.
1994. Premio Especial del Jurado. Concurso Murales Galería del Este. Centro Cultural Recoleta. Buenos Aires. Argentina.
1995. Medalla de Oro. Premio Museo Nacional de Bellas Artes-Banco República. Museo Nacional de Bellas Artes. Buenos Aires. Argentina.
1996. Medalla de Oro. Premio Universidad de Palermo. Museo Nacional de Bellas Artes. Buenos Aires. Argentina.
1997. Mención de Honor. Premio Costantini de Pintura. Museo Nacional de Bellas Artes. Buenos Aires. Argentina.
1997. Premio Leonardo. Mejor Artista del año 1996. Museo Nacional de Bellas Artes. Buenos Aires. Argentina.
1997. Mención Especial del Jurado. Premio Novartis de Pintura. Museo Nacional de Bellas Artes. Buenos Aires. Argentina.
1998.  Mención de Honor. Premio de Escultura/Instituto Nacional de Educación Técnica (INET). Museo Nacional de Bellas Artes. Buenos Aires. Argentina.
1998.  Gran Premio Latinoamericano. VII Bienal Internacional de Arquitectura de Buenos Aires. Centro Cultural Borges. Buenos Aires. Argentina.
2001.  Premio a la Trayectoria. Fundación Proscenio. Buenos Aires. Argentina.
2002.  Mención de Honor. Premio Museo Nacional de Bellas Artes-Close-Up. Museo Nacional de Bellas Artes. Buenos Aires. Argentina.
2003.  Mención Especial del Jurado. III Premio Fundación Banco Ciudad. Museo Nacional de Bellas Artes. Buenos Aires. Argentina. 
2004.  Premio Vocación Académica. Arquitectura. Fundación El Libro. Buenos Aires. Argentina.
2004.  Gran Premio. III Premio Iberoamericano de Pintura. Fundación Aerolíneas Argentinas. Centro Cultural Borges. Buenos Aires, Argentina.
2006.  Premio Vocación Académica. Artes Visuales. Fundación El Libro. Buenos Aires. Argentina.
2007.  Segundo Premio. Premio Banco Central. Centro Cultural Borges. Buenos Aires. Argentina.
2009.  Finalista. Concurso para el nuevo telón del Teatro Colón. Buenos Aires. Argentina.
2012.  Mención Honorífica. Premio Arnet de Escultura. Rosario. Argentina. 
2013.  Finalista. Concurso de Escultura UNTREF. Buenos Aires. Argentina.
2024. Premio Trayectoria 2024 - Artes Visuales. Fondo Nacional de las Artes.
2025.  Personalidad Destacada de la Ciudad Autónoma de Buenos Aires en el ámbito de la cultura. Legislatura de la Ciudad Autónoma de Buenos Aires.